# Ranunculus venetus
Ranunculus venetus là một loài thực vật có hoa trong họ Mao lương. Loài này được Huter ex Landolt miêu tả khoa học đầu tiên năm 1965.